# Thepphithak Chindavong
Thepphithak Chindavong (laot. ເທບພິທັກ ຈິນດາວົງ, ur. 2 lutego 1991) – laotański pływak, uczestnik letnich igrzysk olimpijskich.
Chindavong reprezentował Laos na Letnich Igrzyskach Olimpijskich 2008 w Pekinie. Rywalizował na dystansie 50 m stylem dowolnym. Udział w zawodach zakończył na eliminacjach, w których uzyskał czas 29,31. Został sklasyfikowany na 90. miejscu spośród 97 zawodników.